# Otavožaty
Otavožaty (německy Grünmahd) je malá vesnice, část obce Senožaty v okrese Pelhřimov. Nachází se asi 2 km na východ od Senožat. V roce 2009 zde bylo evidováno 23 adres. V roce 2001 zde trvale žilo 24 obyvatel. Žije zde 27 obyvatel.
Otavožaty leží v katastrálním území Senožaty o výměře 12,9 km2.